# Сатины
Сатины — русский княжеский род, из числа Рюриковичей, утративших княжеский титул.
При подаче документов для внесения рода в Бархатную книгу Михаилом (23 мая 1686) и Емельяном (1686) Сатиновыми были предоставлены две родословные росписи.
Род внесён в VI часть родословных книг Московской, Рязанской, Пензенской, Тамбовской и Тульской губерний.

## Происхождение и история рода
Сатины претендовали на происхождение от козельского князя Ивана Фёдоровича Шонура-Козельского (потомка Рюрика в XV-м колене), выехавшего будто бы (по семейным преданиям) из Козельска в Москву служить великому князю Дмитрию Ивановичу (через его сына Ивана). Сыновья его Константин, Давид, Роман перестали писаться князьями и носили прозвание Шонуровых, а внуки усвоили фамилию Сатины. Константин и Роман были пожалованы боярством.
У Константина сын Андрей — боярин на Москве у великого князя Василия Васильевича, убит в Белёвском бою с ханом Мухаммедом († 1437). У Давида внук Михаил был дворецким боярином Дмитрия Юрьевича Шемяки, наместник в Галиче и Угличе. Матвей Романович — боярин при великом князе Василие Дмитриевиче и Константине Дмитриевиче.
В допетровское время многие из них служили постельничими (1495), воеводами, стольниками и стряпчими.
- Сатин Смола Андреевич находился при особе Иоанна Великого в новгородском походе 1492 года.
- Сатин Михайло Матвеевич находился при Иоанне Великом в новгородском походе 1495 года[5].
- В 1495 году упомянут Василий Сатин, постельничий.
- В 1504 году за верную службу и за посольство в Орду окольничий Никита Переильевич Сатин пожалован вотчиной в Вязьме, Слинковою слободою с деревнями и починками[4].
- Алексей Захарьевич Сатин, воевода в Мценске (1559), и брат его Андрей казнены Грозным в 1561 г. На их сестре Анастасии Захаровне был женат А. Ф. Адашев, ближайший сподвижник царя Ивана Грозного в первые годы его царствования, стоявший во главе «Избранной рады».
- Роман Иванович — воевода в г. Крапивна[6].
- Афанасий Филиппович — воевода в г. Яблонов в 1653г[2].
- Сатин Тимофей — воевода в г. Болхов в 1653 г.[2].

## Описание герба
Щит, разделённый горизонтально надвое, имеет вершину малую с изображением в горностаевом поле княжеской шапки, а нижнюю пространную, в которой в золотом поле на голубой посередине полосе поставлены два льва, переменных с полями цветов, имеющие в передних лапах золотую стрелу, остриём вверх обращённую.
Щит увенчан двумя шлемами с дворянскими на них коронами, на поверхности которых видны две руки в латах, держащие крестообразно две золотые стрелы, остроконечием вниз. Намёт на щите золотой, подложенный голубым. Герб внесён в Общий гербовник дворянских родов Российской империи, часть 6, 1-е отд., стр. 5.

## Критика
Князь П. В. Долгоруков в своей «Российской Родословной книге» выводит Сатиных от князя Ивана Фёдоровича Козельского, внука князя Тита Мстиславича Карачевского, прямого потомка Святого Михаила Черниговского, хотя члены рода, в поданных ими родословных росписях, своё родословие начинают от Ивана Фёдоровича Шонур-Козельского, не указывая его дальнейшее происхождение. За отсутствием родословия Сатиных в Бархатной книге, оно основано на Синодальном списке № 860, помещённого в X томе Временника, а дальнейшее развитие рода по двум росписям поданных в Палату родословных дел, в которых они описывают общее всего рода начало, переходя к перечислению членов тех ветвей, к которым сами принадлежат, и совершенно умалчивают о членах отдалённых от них ветвей, не касаясь перечисленных в другой росписи. В конце XVIII столетия была представлена в Правительствующий сенат роспись от членов рода Сатиных, которая совершенно сходна с росписью поданной Емельяном Романовичем, с некоторыми дополнениями. Все эти росписи имеются в делах дворян Сатиных, хранящихся в РГАДА.
Н. П. Лихачёв в своей книге «Разрядные дьяки», рассматривая сомнительную достоверность поданных росписей, указывает, что Сатины подали не две росписи, а больше; все они сходны между собой по течению поколений, и, что всего важнее, — это полное отсутствие в них тех хронологических нелепостей, которыми наполнены росписи иных родов.
У генеалогов имеются расхождения о времени выезда родоначальника: Г. А. Власьев приписывает это к правлению Ивана Даниловича Калиты; другие — к периоду правления Дмитрия Ивановича Донского.
Остаётся невыясненной причина, по которой три брата-боярина сложили с себя княжеский титул. Будучи боярами, они были людьми состоятельными, и при этом звание князя не требовало каких-либо непосильных расходов, а потому доводы некоторых исследователей, что бедность их не позволила поддерживать княжеское достоинство — несостоятельны.
Князь П. В. Долгоруков приписывает родоначальнику четвёртого сына — Ивана, существование которого генеалоги оспаривают за неимением какого-либо другого источника. Также Долгоруков называет Константина Ивановича, его братьев и весь род до некоторого времени Шонуровыми, при этом неизвестно, с какого времени они получили фамилию Сатины.